# Jiří Welsch
Jiří Welsch (Pardubice, Checoslovaquia, 27 de enero de 1980) es un exjugador de baloncesto que jugó de forma profesional durante veinte temporadas, cuatro de ellas en la NBA. Con 2,01 metros de estatura, jugaba en la posición de alero.

## Trayectoria

### Europa
Se formó como jugador en las filas del BHC SKP Pardubice de la República Checa, donde permaneció hasta 1998. Ese año firmó con el CSA Sparta Praga, donde jugó una temporada antes de irse a jugar a Eslovenia, al Olimpija Ljubljana, donde permaneció hasta 2002, año en el que ganó el premio al mejor jugador de la liga.

### NBA
Fue seleccionado en el puesto 16 del Draft de la NBA de 2002 por Philadelphia 76ers, pero fue inmediatamente traspasado a Golden State Warriors. Allí permaneció una única temporada, donde en 37 partidos apenas anotó 1,6 puntos por partido, jugando minutos de la basura. En la temporada 2003-04 fue traspasado a Dallas Mavericks junto con Antawn Jamison, Chris Mills y Danny Fortson a cambio de Evan Eschmeyer, Nick Van Exel, Avery Johnson, Popeye Jones y Antoine Rigaudeau. Sin jugar un solo minuto en Texas, fue de nuevo incluido en un traspaso que le llevaría a Boston Celtics junto con Mills, Raef LaFrentz y una futura elección en el Draft de la NBA de 2004 a cambio de Antoine Walker y Tony Delk.
Promedió 8,5 puntos, 3,2 rebotes y 2,0 asistencias en 136 partidos con la camiseta verde, siendo titular en 100 de los 136 partidos que disputó. El 24 de febrero de 2005 fue traspasado a Cleveland Cavaliers a cambio de una furuta ronda en el draft de 2007. Tras pasar lo que restaba de temporada sin apenas contar para su entrenador, fue traspasado al finalizar la misma a Milwaukee Bucks a cambio de una segunda ronda del draft. Su única temporada en Milwaukee, el jugador tuvo una actuación discreta, promendiando 4,3 puntos y 1,9 rebotes.

### Regreso a Europa
Tras dar por finalizada su etapa en los Estados Unidos, en agosto de 2006 fichó por el equipo español del Unicaja Málaga, de la Liga ACB, club en el que estuvo durante 4 temporadas, hasta la finalización de la 2009/10 y con el que consiguió llegar a la final a cuatro de la Euroliga 2006-07, así como proclamarse subcampeón de la Copa del Rey 2009, siendo durante todo el tiempo una pieza importante en el equipo andaluz. En total disputó 144 partidos de ACB defendiendo los colores del unicaja, 98 de los cuales lis inició de titular, jugando una media de 22 minutos por choque y promediando 7,6 puntos 2,7 rebotes y 1,9 asistencias.
Tras su etapa en la capital de la Costa del Sol, juega una temporada más en la liga ACB, con el Asefa Estudiantes, realizando una discreta temporada. Actualmente juega en el Spirou Charleroi de Bélgica.

## Estadísticas de su carrera en la NBA

### Temporada regular
| Año     | Equipo       | PJ | PT | MPP  | %TC  | %3P  | %TL  | RPP | APP | ROB  | TPP | PPP |
| ------- | ------------ | -- | -- | ---- | ---- | ---- | ---- | --- | --- | ---- | --- | --- |
| 2002–03 | Golden State | 37 | 0  | 6.3  | .253 | .250 | .759 | .8  | .7  | .22  | .05 | 1.6 |
| 2003–04 | Boston       | 81 | 68 | 26.9 | .428 | .381 | .743 | 3.7 | 2.3 | 1.25 | .09 | 9.2 |
| 2004–05 | Boston       | 55 | 32 | 20.5 | .428 | .323 | .773 | 2.5 | 1.5 | .71  | .09 | 7.5 |
| 2004–05 | Cleveland    | 16 | 0  | 12.0 | .235 | .182 | .714 | 1.8 | 1.2 | .31  | .00 | 2.9 |
| 2005–06 | Milwaukee    | 58 | 2  | 14.9 | .387 | .286 | .747 | 1.9 | 1.1 | .59  | .02 | 4.3 |

### Playoffs
| Año     | Equipo    | PJ | PT | MPP  | %TC  | %3P  | %TL   | RPP | APP | ROB  | TPP | PPP |
| ------- | --------- | -- | -- | ---- | ---- | ---- | ----- | --- | --- | ---- | --- | --- |
| 2003–04 | Boston    | 4  | 4  | 26.0 | .478 | .250 | 1.000 | 3.0 | 2.3 | 0.5  | .0  | 8.0 |
| 2005–06 | Milwaukee | 4  | 0  | 3.8  | .500 | .0   | .750  | 0.8 | 0.5 | 0.25 | .0  | 1.8 |

## Palmarés

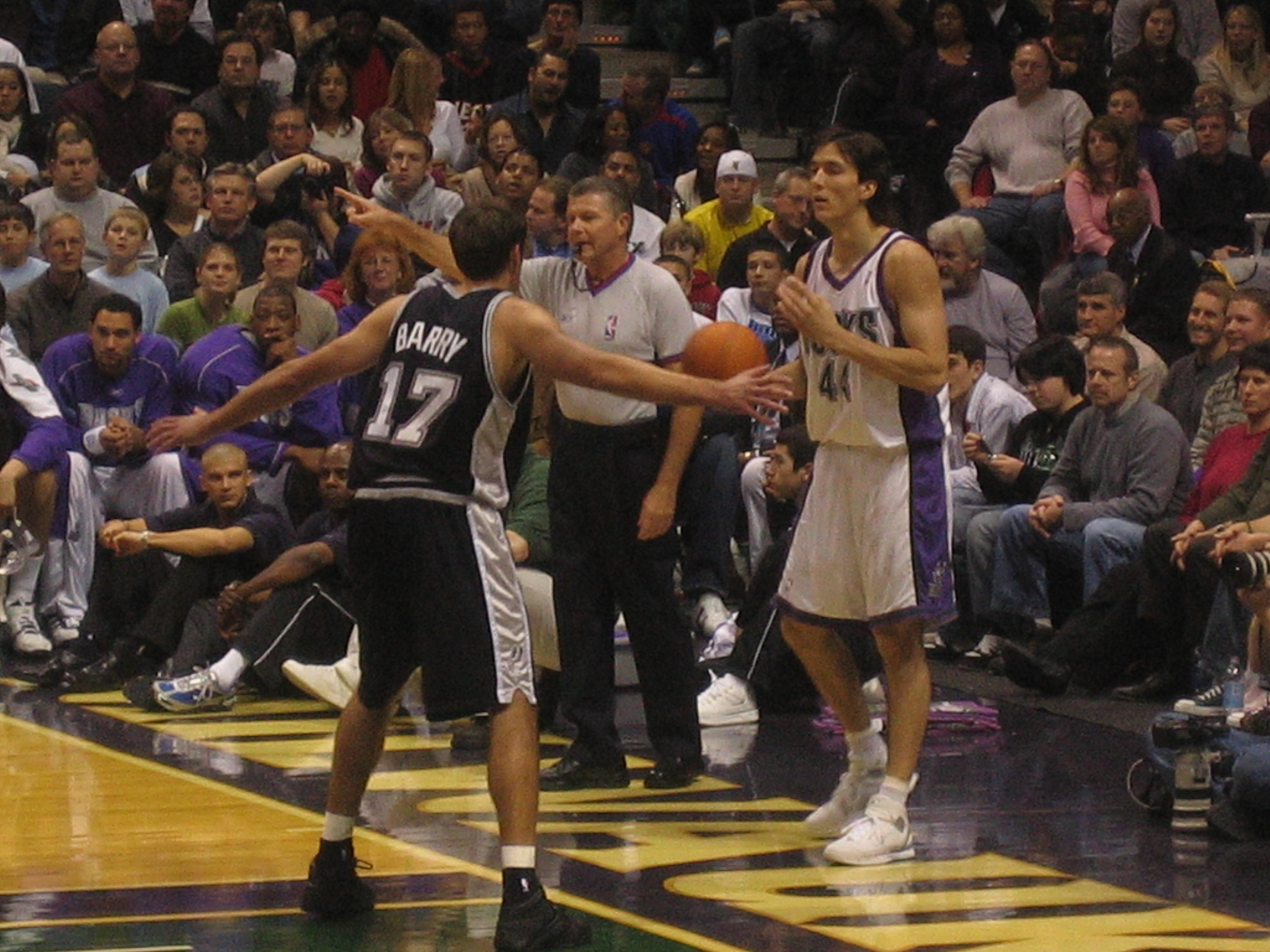
Jiří Welsch con la camiseta de los Milwaukee Bucks en un partido ante San Antonio Spurs en diciembre de 2005.

- 2000-01. Campeón de la Copa de Eslovenia con el Olimpia de Ljubljana.
- 2001-02. Campeón de la Liga de baloncesto de Eslovenia con el Olimpia de Ljubljana.
- 2000-02. Campeón de la Copa de Eslovenia con el Olimpia de Ljubljana.
- 2001-02. Campeón de la Liga del Adriático con el Olimpia de Ljubljana.
- 2006-07. Subcampeón de la Supercopa ACB con el Unicaja Málaga.
- 2008-09. Subcampeón de la Copa del Rey con el Unicaja Málaga.